# Onthophagus laceratus
Onthophagus laceratus là một loài bọ cánh cứng trong họ Bọ hung (Scarabaeidae).